# نات تايلور
نات تايلور (بالإنجليزية: Nat Taylor)‏ (3 سبتمبر 1992 بمانشستر في المملكة المتحدة - ) هو لاعب كرة قدم بريطاني في مركز الهجوم. لعب مع نادي أكرينغتون ستانلي وClitheroe F.C. ‏ ونادي نيلسون.

## وصلات خارجية
- نات تايلور على موقع قاعدة بيانات كرة القدم.إي يو (الإنجليزية)
- نات تايلور على موقع Soccerbase.com (لاعب) (الإنجليزية)